# Lijst van Duitse ministers van Milieu en Kernveiligheid

## Bondsministers van Milieu en Kernveiligheid van deBondsrepubliek Duitsland(1955–heden)
| Nr.                                                                     | Bondsminister voor Kernveiligheid                   | Bondsminister voor Kernveiligheid                   | Bondsminister voor Kernveiligheid                   | Ambtstermijn     | Ambtstermijn     | Partij  | Bondskanselier               | Kabinet(ten) |
| ----------------------------------------------------------------------- | --------------------------------------------------- | --------------------------------------------------- | --------------------------------------------------- | ---------------- | ---------------- | ------- | ---------------------------- | ------------ |
| 1                                                                       |                                                     | Franz Josef Strauß                                  | Franz Josef Strauß (1915–1988)                      | 20 oktober 1955  | 16 oktober 1956  | CSU     | Konrad Adenauer (1949–1963)  | Adenauer II  |
| 2                                                                       |                                                     | Siegfried Balke                                     | Siegfried Balke (1902–1984)                         | 16 oktober 1956  | 13 december 1962 | CSU     | Konrad Adenauer (1949–1963)  | Adenauer II  |
| Functie samengevoegd met de bondsminister voor Onderzoek en Technologie |                                                     |                                                     |                                                     |                  |                  |         |                              |              |
| Nr.                                                                     | Bondsminister van Milieu, Klimaat en Kernveiligheid | Bondsminister van Milieu, Klimaat en Kernveiligheid | Bondsminister van Milieu, Klimaat en Kernveiligheid | Ambtstermijn     | Ambtstermijn     | Partij  | Bondskanselier               | Kabinet(ten) |
| 3                                                                       |                                                     | Walter Wallmann                                     | Walter Wallmann (1932–2013)                         | 6 juni 1986      | 22 april 1987    | CDU     | Helmut Kohl (1982–1998)      | Kohl II      |
| 3                                                                       | Kohl III                                            | Walter Wallmann                                     | Walter Wallmann (1932–2013)                         | 6 juni 1986      | 22 april 1987    | CDU     | Helmut Kohl (1982–1998)      |              |
| 4                                                                       |                                                     | Klaus Töpfer                                        | Klaus Töpfer (1938)                                 | 22 april 1987    | 17 november 1994 | CDU     | Helmut Kohl (1982–1998)      |              |
| 4                                                                       | CDU                                                 | Klaus Töpfer                                        | Klaus Töpfer (1938)                                 | 22 april 1987    | 17 november 1994 | Kohl IV | Helmut Kohl (1982–1998)      |              |
| 5                                                                       |                                                     | Angela Merkel                                       | Angela Merkel (1954)                                | 17 november 1994 | 27 oktober 1998  | CDU     | Helmut Kohl (1982–1998)      | Kohl V       |
| 6                                                                       |                                                     | Jürgen Trittin                                      | Jürgen Trittin (1954)                               | 27 oktober 1998  | 22 november 2005 | B'90/DG | Gerhard Schröder (1998–2005) | Schröder I   |
| 6                                                                       | Schröder II                                         | Jürgen Trittin                                      | Jürgen Trittin (1954)                               | 27 oktober 1998  | 22 november 2005 | B'90/DG | Gerhard Schröder (1998–2005) |              |
| 7                                                                       |                                                     | Sigmar Gabriel                                      | Sigmar Gabriel (1959)                               | 22 november 2005 | 28 oktober 2009  | SPD     | Angela Merkel (2005–2021)    | Merkel I     |
| 8                                                                       |                                                     | Norbert Röttgen                                     | Norbert Röttgen (1965)                              | 28 oktober 2009  | 22 mei 2012      | CDU     | Angela Merkel (2005–2021)    | Merkel II    |
| 9                                                                       |                                                     | Peter Altmaier                                      | Peter Altmaier (1958)                               | 22 mei 2012      | 17 december 2013 | CDU     | Angela Merkel (2005–2021)    | Merkel II    |
| 8                                                                       |                                                     | Barbara Hendricks                                   | Barbara Hendricks (1952)                            | 17 december 2013 | 14 maart 2018    | SPD     | Angela Merkel (2005–2021)    | Merkel III   |
| 9                                                                       |                                                     | Svenja Schulze                                      | Svenja Schulze (1968)                               | 14 maart 2018    | 8 december 2021  | SPD     | Angela Merkel (2005–2021)    | Merkel IV    |
| 10                                                                      |                                                     | Steffi Lemke                                        | Steffi Lemke (1968)                                 | 8 december 2021  | heden            | B'90/DG | Olaf Scholz (2021–heden)     | Scholz       |